# Дни хирурга Мишкина
«Дни хирурга Мишкина» — советская трёхсерийная телевизионная драма о врачах по повести Юлия Крелина «Хирург».
Премьера — 25 января 1977 года.

## Сюжет
Главный герой — талантливый хирург Мишкин — заведующий хирургическим отделением в больнице маленького городка Хотуницы. Он талантливый хирург по призванию, не стремится к карьере, не ищет званий, а просто беззаветно предан своей профессии. Спасая людей, Мишкин получает удовлетворение и радость, но также и горе, и боль. Не всегда получается так, как хочется, но всегда надо работать в полную силу.

## В ролях
- Олег Ефремов — Евгений Львович Мишкин, хирург
- Жанна Болотова — Инна Мишкина, искусствовед, первая жена Евгения Львовича Мишкина, родная мать Александра Мишкина
- Галина Польских — Галя (Галина Степановна), врач, вторая жена Евгения Львовича Мишкина
- Анатолий Ромашин — Алексей Борисов, хирург, коллега Евгения Львовича Мишкина, с 3-й серии — профессор, доктор наук (1-я и 3-я серии)
- Евгений Евстигнеев — Филипп Иванович, сотрудник горкома, друг Евгения Львовича Мишкина
- Миша Ефремов — Саша Мишкин, сын Евгения Мишкина, школьник (2-я серия)
- Борис Токарев — Александр Мишкин, сын Евгения Мишкина, старшеклассник (3-я серия)
- Владимир Бурлаков — Корешков, хирург, коллега Евгения Львовича Мишкина
- Борис Руднев — Игорь Дмитриевич Илющенко, хирург, кандидат медицинских наук (1-я и 3-я серии), плагиатор
- Нина Ургант — Марина Васильевна, главный врач (2-я и 3-я серии)
- Нина Гребешкова — Наталья Максимовна, старшая медсестра (2-я и 3-я серии)
- Татьяна Лаврова — Нина (1-я серия), подруга семьи Мишкиных
- Ролан Быков — Иван, отчим Веры, скупщик вещей у населения (в 1-й серии — квартирант Сувориной) (1-я и 2-я серии)
- Елена Санаева — Таисия, мать Веры (1-я и 2-я серии)
- Рогволд Суховерко — Краснов (1-я серия)
- Михаил Постников — Михаил Николаевич Бояров (1-я и 3-я серии)
- Мария Сапожникова — Суворина, пациентка (1-я серия)
- Анатолий Соловьёв — Василий, строитель, пациент Мишкина (1-я серия)
- Семён Соколовский — Владимир, муж Нины (1-я серия)
- Алексей Бахарь — начальник техники безопасности стройки (1-я серия)
- Лев Любецкий — Сергей Михайлович, терапевт (1-я и 3-я серии)
- Татьяна Бестаева — Алла, врач (2-я серия)
- Игорь Косухин — водопроводчик (2-я серия)
- Борис Гусаков — Валентин, слесарь (2-я серия)
- Наталья Медведева — Майя Петровна, врач (2-я серия)
- Вадим Захарченко — родственник пациента, которого оперировал Мишкин (2-я серия)
- М. Филатова — Вера (2-я серия)
- Родион Александров — член хирургической комиссии горздравотдела (2-я серия)
- Николай Бармин — член хирургической комиссии горздравотдела (2-я серия)
- Яков Беленький — Сагдалов, член хирургической комиссии горздравотдела, профессор (2-я серия)
- Лев Лобов — член хирургической комиссии горздравотдела (2-я серия)
- Павел Махотин — член хирургической комиссии горздравотдела, доктор наук (2-я и 3-я серии)
- Всеволод Шестаков — член хирургической комиссии горздравотдела (2-я серия)
- Алексей Преснецов — Степан Георгиевич, начальник горздравотдела (2-я и 3-я серии)
- Иннокентий Смоктуновский — Пахом Григорьевич, певец, пациент (3-я серия)
- Юрий Кузьменко — Никита Рыбаков, молодой врач, племянник Свиридова из Москвы (3-я серия)
- Александр Ушаков — учитель химии (3-я серия)
- Клавдия Хабарова — Валентина Сергеевна, заведующая райздравотдела (3-я серия)

В эпизодах
- Виталий Леонов — лейтенант милиции (1-я серия)
- Любовь Калюжная — возничая (1-я серия)
- Владимир Кашпур — следователь (1-я серия)
- Антонина Кончакова — жена Василия (1-я серия)
- Алёша Озерной — Саша Мишкин — дошкольник (1-я серия)
- Людмила Иванова — Людмила Дубова, пациентка, позднее — уборщица в больнице (1-я и 2-я серии)
- Анатолий Обухов — Алексей Петрович Соловьёв, бывший пациент Евгения Мишкина <(3-я серия)
- Александра Данилова — медсестра
- Ольга Анохина — медсестра (3-я серия)
- Лариса Барабанова — медсестра
- Елена Муратова — врач

## Съёмочная группа
- Автор сценария — Юлий Крелин
- Режиссёр — Вадим Зобин
- Оператор — Лев Бунин
- Художник — Юрий Углов
- Композитор — Михаил Зив

## Съёмки
- Автор сценария Юлий Крелин по специальности хирург.
- Небольшая роль юного Мишкина в этом фильме стала кинематографическим дебютом Михаила Ефремова.
- Первоначально на роль хирурга Мишкина планировался Николай Рыбников[1].
- Между книгой и фильмом есть существенные для построения сюжета различия[2].
- Съёмки фильма проводились в городе Одинцово Московской области[3].

## Награды
Фильм был отмечен Серебряной медалью МТФ на фестивале «Варна-77».

## Отзывы
Задолго до появления американского сериала «Скорая помощь» 4-серийный фильм о повседневной работе врачей районной больницы был сделан творческим объединением «Экран» ЦТ в 1976 году. В основе — повесть писателя-хирурга Юлия Крелина. В ролях: Олег Ефремов, Жанна Болотова, Анатолий Ромашин, Евгений Евстигнеев, Галина Польских, Иннокентий Смоктуновский, Ролан Быков, Елена Санаева. Так что по части звёзд наш сериал, несомненно, заткнул за пояс американский.— «Российская газета»
.